# Cnemaspis rashidi
Cnemaspis rajgadensis — вид ящірок з родини геконових (Gekkonidae). Описаний у 2023 році.

## Назва
Видовий епітет rashidi — на честь професора Рашида Саєда, батька першого автора таксона.

## Поширення
Ендемік Індії. Поширений в Західних Гатах поблизу річки Коттамалаяру поблизу міста Раджапалаям у штаті Тамілнаду. Знайдений на висоті 1245 метрів над рівнем моря.